# Центральное венозное давление
Центральное венозное давление (central venous pressure) — давление крови в правом предсердии. Измеряется при помощи вводимого катетера, в котором имеется передатчик. Является важной диагностической информацией при различных серьёзных заболеваниях сердца и легких.
Уровень центрального венозного давления (ЦВД), то есть давления в правом предсердии, оказывает существенное влияние на величину венозного возврата крови к сердцу. При понижении давления в правом предсердии от 0 до −4 мм рт.ст. приток венозной крови возрастает на 20-30 %, но когда давление в нём становится ниже −4 мм рт.ст., дальнейшее снижение давления не вызывает уже увеличения притока венозной крови. Это отсутствие влияния сильного отрицательного давления в правом предсердии на величину притока венозной крови объясняется тем, что в случае, когда давление крови в венах становится резко отрицательным, возникает спадение вен, впадающих в грудную клетку. Если снижение ЦВД увеличивает приток венозной крови к сердцу по полым венам, то его повышение на 1 мм рт.ст. снижает венозный возврат на 14 %. Следовательно, повышение давления в правом предсердии до 7 мм рт.ст. должно снизить приток венозной крови к сердцу до нуля, что привело бы к катастрофическим нарушениям гемодинамики.
Однако в исследованиях, в которых сердечно-сосудистые рефлексы функционировали, а давление в правом предсердии повышалось медленно, приток венозной крови к сердцу продолжался и при повышении давления в правом предсердии до 12- 14 мм рт.ст.
На основании зависимости величин минутного объёма сердца и развиваемой им полезной мощности от давления в правом предсердии, обусловленного изменением венозного притока, сделан вывод о существовании минимального и максимального пределов изменений ЦВД, ограничивающих область устойчивой работы сердца.
Минимальное допустимое среднее давление в правом предсердии составляет 5-10, а
Максимальное — 100—120 мм вод.ст.,
При выходе за эти пределы ЦВД зависимость энергии сокращения сердца от величины притока крови не наблюдается из- за необратимого ухудшения функционального состояния миокарда.
Средняя величина ЦВД у здоровых людей составляет в условиях мышечного покоя от 40 до 120 мм вод.ст. и в течение дня меняется, нарастая днём и особенно к вечеру на 10-30 мм вод.ст., что связано с ходьбой и мышечными движениями. В условиях постельного режима суточные изменения ЦВД отмечаются редко. Увеличение внутриплеврального давления, сопровождаемое сокращением мышц брюшной полости (кашель, натуживание), приводит к кратковременному резкому возрастанию ЦВД до величин, превосходящих значение 100 мм рт.ст., а задержка дыхания на вдохе — к его временному падению до отрицательных величин.
При вдохе ЦВД уменьшается за счёт падения плеврального давления, что вызывает дополнительное растяжение правого предсердия и более полное заполнение его кровью. При этом возрастает скорость венозного кровотока и увеличивается градиент давления в венах, что приводит к дополнительному падению ЦВД. Так как давление в венах, лежащих вблизи грудной полости (например, в яремных венах) в момент вдоха является отрицательным, их ранение опасно для жизни, поскольку при вдохе в этом случае возможно проникновение воздуха в вены, пузырьки которого, разносясь с кровью, могут закупорить кровеносное русло (развитие воздушной эмболии).
При выдохе ЦВД растёт, а венозный возврат крови к сердцу уменьшается. Это является результатом повышения плеврального давления, увеличивающего венозное сопротивление вследствие спадения грудных вен и сдавливающего правое предсердие, что затрудняет его кровенаполнение.
Оценка состояния венозного возврата по величине ЦВД имеет также значение при клиническом использовании искусственного кровообращения. Роль этого показателя в ходе перфузии сердца велика, так как ЦВД тонко реагирует на различные нарушения оттока крови, являясь, таким образом, одним из критериев контроля адекватности перфузии.
Для увеличения производительности сердца используют искусственное повышение венозного возврата за счёт увеличения объёма циркулирующей крови, которая достигается путём внутривенных вливаний кровозаменителей. Однако, вызываемое этим повышение давления в правом предсердии эффективно только в пределах соответствующих величин средних давлений, приведённых выше. Чрезмерное повышение венозного притока и, следовательно, ЦВД не только не способствует улучшению деятельности сердца, но может принести и вред, создавая перегрузки в системе и приводя в конечном итоге к чрезмерному расширению правой половины сердца.
ЦВД измеряют с помощью флеботонометра Вальдмана, соединённого с системой для переливания крови или кровезаменителей посредством стеклянного тройника. Флеботонометр состоит из стеклянной трубки небольшого диаметра и специального штатива со шкалой.
Стеклянную трубку аппарата заполняют изотоническим раствором хлорида натрия и накладывают зажим на резиновое соединение, идущее от флеботонометра к тройнику. Нулевое деление шкалы флеботонометра устанавливают на уровне правого предсердия, что соответствует заднему краю большой грудной мышцы (в точке пересечения третьего межреберья или IV ребра со среднеподмышечной линией).
В условиях оказания скорой помощи шкалу флеботонометра целесообразно прикрепить к стойке для переливания крови или кровезаменителей; нулевое деление аппарата фиксируют путём перемещения по вертикали верхней части стойки. Канюлю системы присоединяют к катетеру, введённому в подключичную вену, и начинают трансфузию крови или кровезаменителя. Для измерения ЦВД накладывают зажим ниже капельницы и снимают зажим с резиновой трубки, идущей к флеботонометру. Показания аппарата регистрируют после стабилизации уровня жидкости в стеклянной трубке (в среднем через 1—2 мин).